# PlayStation Camera
PlayStation Camera是由索尼互動娛樂为PlayStation 4所开发的摄像机和运动感应器附加组件，其拥有两颗摄像头，可以用于进行人体运动检测和空间深度感知等功能。它是索尼互动娱乐所于2007年所发布的用于PlayStation 3的相机附加组件PlayStation Eye的后代，也是使用PlayStation VR虚拟现实头戴显示器时必须使用的部件。

## 历史

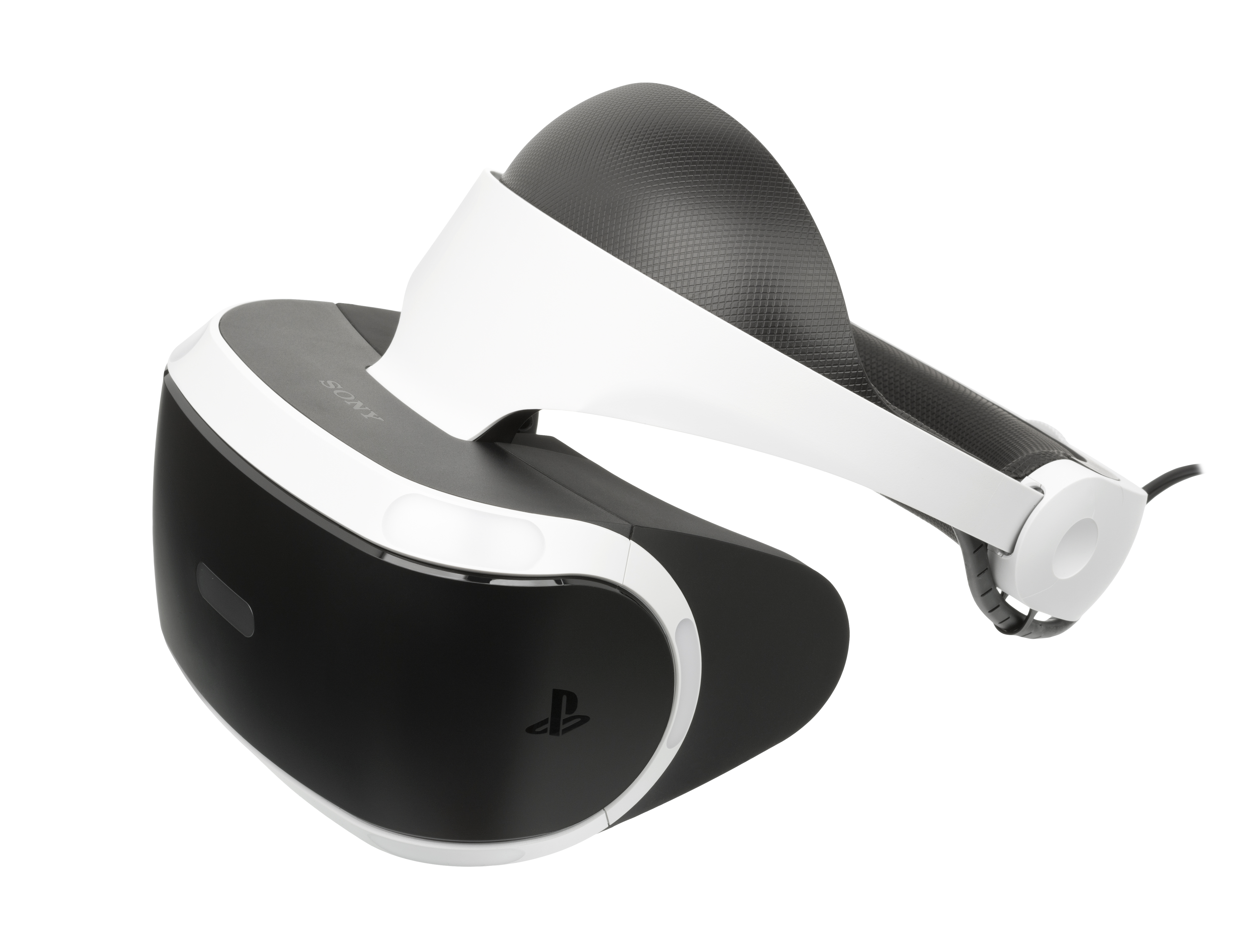
使用PlayStation Camera的PlayStation VR头戴显示器。

2013年2月21日，PlayStation 4被索尼官方宣布的第二天，索尼透露了一款被称作“PlayStation 4 Eye”的PlayStation 4附加相机组件，其被描述为前代PlayStation Eye的继承产品。在后来的PlayStation 4发布预告片中，它也成为了PlayStation 4的亮点。PlayStation Camera是与PlayStation 4一起发布的。
2014年3月，索尼宣布与PlayStation 4游戏机同时销售出的PlayStation Camera达到了90多万台，导致库存供应短缺。据估计，有15%的PlayStation 4用户同时拥有一台PlayStation Camera。
2016年9月7日，随着PlayStation 4 Pro和PlayStation 4 Slim的发布，PlayStation Camera的改版也在2016年9月15日发布。PlayStation Camera改版采用了与原版长方体完全不同的圆柱形机身，并添加了一个独立的可调节摄像头方向的支架。

## 硬件
PlayStation Camera拥有两颗f/2.0光圈 1280×800像素摄像头，以及30厘米的焦距距离和85°的視野大小。软件可以以不同的目的来使用这两颗摄像头。如Xbox的Kinect一样，PlayStation Camera也可以利用这两颗摄像头来对其视野内的物体进行深度感知。或者也可以让一颗摄像头用来录制视频，另一颗用来追踪人体运动。
PlayStation Camera拥有一个四通道麦克风阵列，用来接收玩家的语音指令和降低背景噪音。PlayStation Camera能录制RAW和YUV格式的影片。其通过专属的接口连接至PlayStation 4主机。

## 兼容的游戏
以下是一份不完整的支持PlayStation Camera的PlayStation 4游戏和软件的列表，其中一些并不是专门为PlayStation Camera开发的。所有的PlayStation VR游戏都需要摄像头来进行头部跟踪。
- 《異形：孤立》
- 《憤怒的小鳥星球大戰版》
- 《Bacon Butthole Army》
- 《Baila Latino》
- 《Commander Cherry's Puzzled Journey》
- 《FIFA 15》, 《16》 和 《17》
- 《舞力全開 2014（英语：Just Dance 2014）》，《2015（英语：Just Dance 2015）》，《2016（英语：Just Dance 2016）》，《2017》，《2018》，《2019》和《2020》
- 《小小大星球 3（英语：LittleBigPlanet 3）》
- 《NBA 2K15》，《2K16》和《2K17》
- 《Omega Quintet（英语：Omega Quintet）》
- 《The Playroom（英语：The Playroom (2013 video game)）》
- 《Rabbids Invasion: The Interactive TV Show（英语：Rabbids Invasion）》
- SHAREfactory
- 《Singstar（英语：Singstar）》
- 《Surgeon Simulator（英语：Surgeon Simulator 2013）》
- 《折纸世界 拆封》
- 《直到黎明》
- 《戰爭雷霆》

PlayStation 4的系统菜单支持使用PlayStation Camera进行动作控制和语音控制（语音控制也兼容其他的麦克风）。

## PlayStation VR

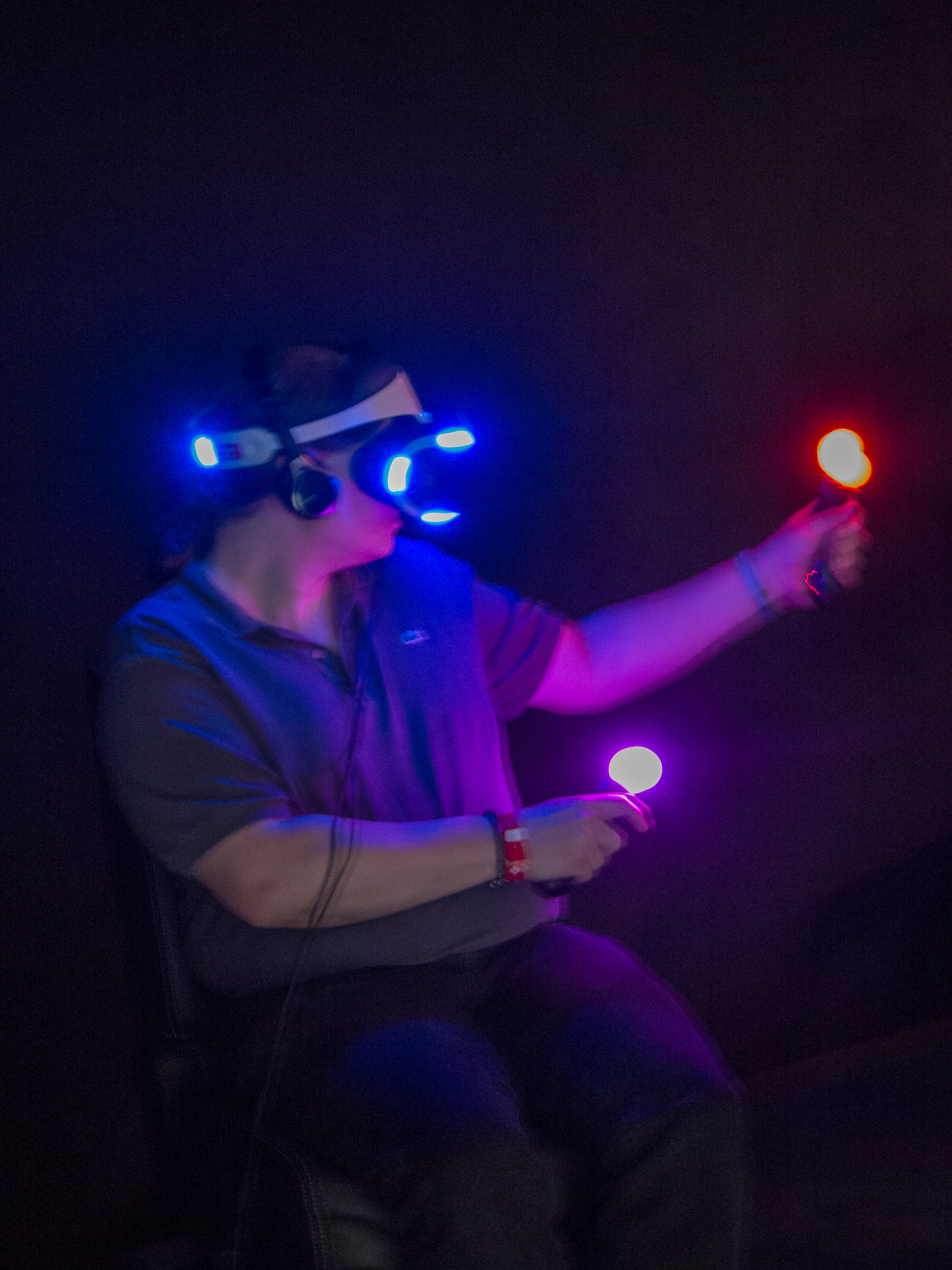
一名男子佩戴着PlayStation VR头戴显示器并手持着PlayStation Move控制器。PlayStation Camera能捕捉头戴显示器和控制器上的灯光来判断玩家在三维空间中的位置。

自PlayStation VR虚拟现实头戴显示器于2016年10月13日发布后，PlayStation Camera就在PlayStation VR系统中当作了一个十分重要的部件。PlayStation Camera被用于检测PlayStation VR头戴显示器、DualShock 4游戏控制器和PlayStation Move控制器上内置的发光二极管来进行运动感应和空间深度感知。